# Fédération béninoise de bodybuilding et de fitness
La Fédération béninoise de bodybuilding et de fitness (FBBF) est l'organe directeur du culturisme au Bénin.

## Historique
La Fédération béninoise de bodybuilding et de fitness est créée à Cotonou le 6 juin 2020. Avant cette initiative, les compétitions ont été organisées entre 2006 et 2019 sous l'Association sportive appélée : BBP. Elle a son siège à Gbegamey (ville de Cotonou), dans le département du Littoral. Les membres ont organisé une conférence de presse le 3 mai 2021 pour dévoiler le contenu de la première compétition organisée sous l'égide de cette organisation,,.
En mars 2022, la Fédération reçoit une subvention du Ministère des Sports de deux millions de francs CFA.
En avril 2022, Faycal Mohamed Kossoko devient directeur technique national de la Fédération béninoise de bodybuilding et de fitness, sa nomination étant entérinée par un arrêté du Ministère des Sports.

## Administration
L'actuel bureau exécutif national de la FBBF est composé de onze membres.
| Poste                                    | Nom et prénom(s)     |
| ---------------------------------------- | -------------------- |
| Président                                | Bienvenu Vodounou    |
| Vice-président                           | Serge Amadou         |
| Secrétaire général                       | Marzouk Abdoulaye    |
| Secrétaire général adjoint               | Alphonse Akpa-Gangbé |
| Trésorier général                        | Loïc Mele            |
| Trésorier général adjoint                | Blandine Gbenan      |
| Responsable à l'organisation             | Rafiou Saka          |
| 1er responsable adjoint à l'organisation | Evrard Edoh          |
| 2e responsable adjoint à l'organisation  | Ismaïl Oketokoun     |
| Représentant des juges                   | Yves Edoh            |
| Représentante des femmes                 | Radegonde Adounkpè   |

## Compétition
La FBBF organise des compétitions au niveau national. Le premier championnat de bodybuilding et fitness a été annoncé pour le 26 juin 2021. Ce premier championnat national a finalement eu lieu à Cotonou le samedi 3 juillet 2021,,,.